# Xoài Đồng Nai
Xoài Đồng Nai (tên khoa học: Mangifera dongnaiensis) là loài thực vật thuộc họ Đào lộn hột. Đây là loài đặc hữu của Việt Nam.

## Mô tả
Xoài Đồng Nai là cây thân gỗ, cao từ 20 cm đến 30 cm, quả hạch, hình trái xoan, cỡ nhỏ, ăn được. Loài này phân bố dọc theo sông Đồng Nai, từ Di Linh đến Biên Hòa.